# Інвестиційний портфель
Інвестиційний портфель (англ. portfolio, investment portfolio) — набір реальних або фінансових інвестицій. Сукупність цінних паперів різного виду, строку дії та ліквідності, яка належить одному інвестору і управляються як єдине ціле для досягнення певних цілей.
Інвестиційний портфель — цілеспрямовано сформована сукупність об’єктів фінансового та/або реального інвестування, призначена для реалізації попередньо розробленої стратегії, що визначає інвестиційну мету.
Складовими інвестиційного портфеля можуть бути будь-які активи — від золота та нерухомості до акцій та опціонів. 

## Види інвестиційних портфелів
- Портфель доходу — інвестиційний портфель, сформований за критерієм максимізації рівня інвестиційного прибутку в поточному періоді незалежно від темпів росту інвестованого капіталу на тривалу перспективу.
- Портфель росту — інвестиційний портфель, сформований за критерієм максимізації темпів приросту інвестованого капіталу на тривалу перспективу незалежно від рівня прибутку в поточному періоді. Іншими словами, цей портфель орієнтований на забезпечення високих темпів зростання ринкової вартості підприємства.
- ПАММ портфель — інвестиційний портфель, сформований за критерієм максимізації темпів приросту інвестованого капіталу в ПАММ рахунки

Крім того, за відношенням до інвестиційних ризиків розрізняють:
- Агресивний (спекулятивний) портфель — формується за критерієм максимізації поточного доходу чи приросту інвестованого капіталу незалежно від рівня інвестиційного ризику. Дозволяє отримати максимальну норму інвестиційного прибутку на вкладений капітал, але супроводжується найвищим рівнем інвестиційного ризику.
- Поміркований (компромісний) портфель — інвестиційний портфель, за яким загальний рівень портфельного ризику наближається до середньоринкового. Звичайно, і норма інвестиційного прибутку на вкладений капітал також наближується до середньоринкової.
- Консервативний портфель — сформований за критерієм мінімізації рівня інвестиційного ризику. Формується найбільш поміркованими інвесторами, практично виключає використання фінансових інструментів, рівень інвестиційного ризику за якими перевищує середньоринковий.